# Ánna-María Bótsari
Ánna-María Bótsari (grec moderne : Άννα-Μαρία Μπότσαρη) ou Bótsari-Miladinović est une joueuse d'échecs grecque née le 5 octobre 1972, grand maître international féminin depuis 1993. Au 1er mai 2020, elle est la numéro trois grecque avec un classement Elo de 2 222 points.

## Palmarès
Ánna-María Bótsari a remporté la médaille d'argent au championnat du monde d'échecs junior en 1991 et la médaille de bronze en 1990.
Elle fut championne de Grèce à sept reprises (en 1986, 1988, 1997, 2001, 2002, 2006 et 2010).

## Tournois interzonaux
Bótsari a participé au tournoi interzonal féminin en 1991 (9 points sur 18), 1993 (6/13) et 1996 (marquant 7,5 points sur 13), 

## Compétitions par équipe
Ánna-María Bótsari a représenté la Grèce lors de 16 olympiades : quinze fois de suite de 1986 à 2014 et lors de l'olympiade de 2018.
Elle a participé au championnat d'Europe d'échecs des nations de 1992 à 2017, remportant la médaille d'or individuelle au deuxième échiquier en 1992.